# Schmiedebruch (Leese)
Die Schmiedebruch ist ein Naturschutzgebiet in der niedersächsischen Gemeinde Leese in der Samtgemeinde Mittelweser im Landkreis Nienburg/Weser.
Das Naturschutzgebiet mit dem Kennzeichen NSG HA 016 ist 35 Hektar groß. Es grenzt direkt an das gleichnamige Naturschutzgebiet in Nordrhein-Westfalen, das im Norden des zur Stadt Petershagen gehörenden Stadtteils Wasserstraße liegt, und bildet mit diesem ein zusammenhängendes Schutzgebiet. Das Gebiet steht seit dem 3. August 1995 unter Naturschutz. Es ersetzt das zum 7. Mai 1961 ausgewiesene, gleichnamige Naturschutzgebiet. Zuständige untere Naturschutzbehörde ist der Landkreis Nienburg/Weser.
Das Naturschutzgebiet „Schmiedebruch“ liegt südlich von Leese. Es stellt einen ehemaligen Weserarm unter Schutz, der von Feuchtgrünland, Röhrichten, Seggenrieden sowie Erlen- und Weidenbruchwald geprägt ist. An der Hangkante der Niederterrasse schließt sich Magerrasen an.
Durch die Unterschutzstellung soll die reich strukturierte Landschaft als Lebensraum schutzbedürftiger Tiere und Pflanzen erhalten und entwickelt werden, was auch durch eine weitere Vernässung des Gebietes insbesondere durch das Verschließen von Entwässerungsgräben erreicht werden soll.
Teilflächen innerhalb des Naturschutzgebietes werden landwirtschaftlich genutzt. Im Südosten grenzt das Naturschutzgebiet an die Bundesstraße 482, im Nordwesten an die Bahnstrecke Nienburg–Minden. Nach Norden schließen sich landwirtschaftliche Nutzflächen an.